# Bill Cosby

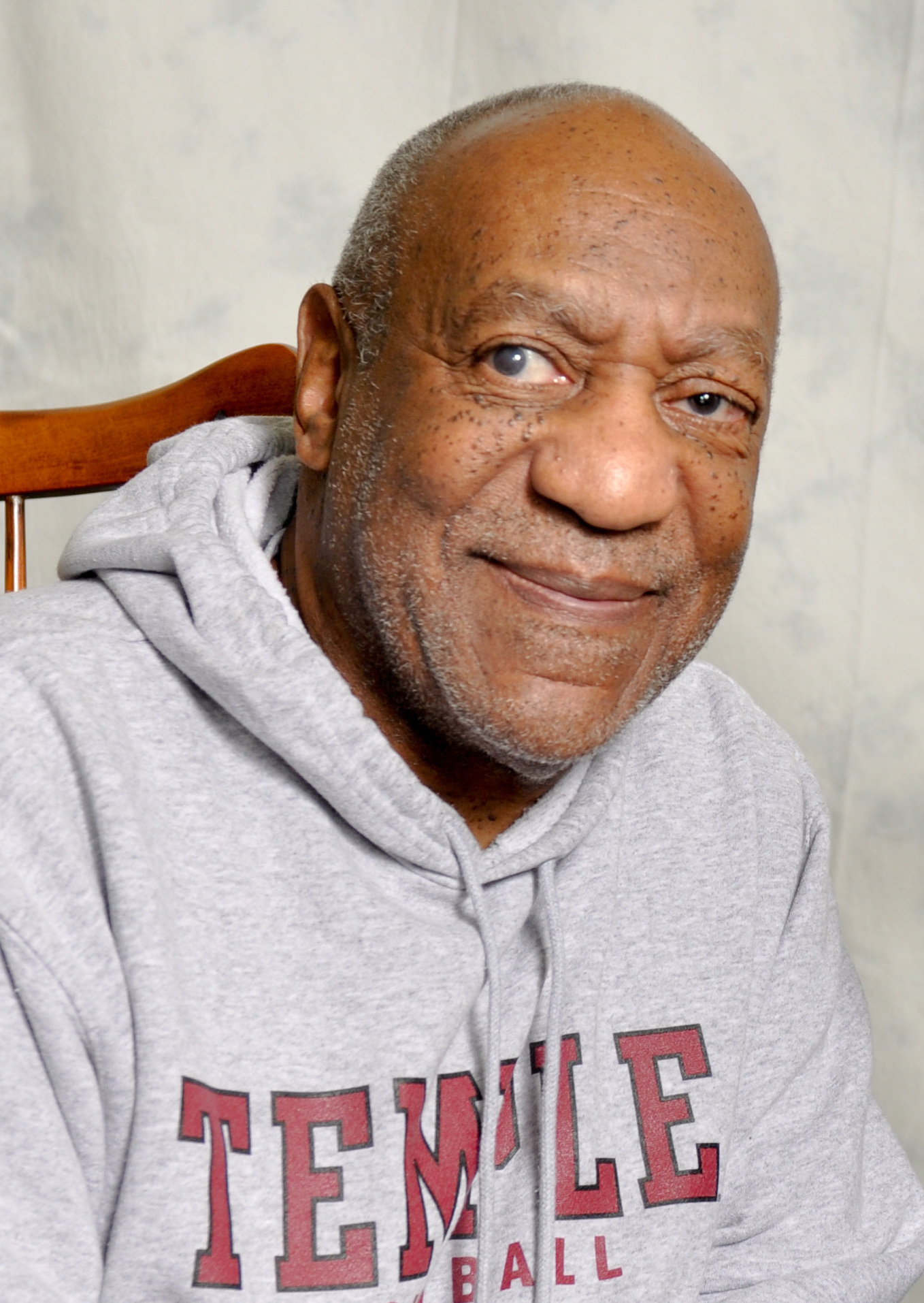
Bill Cosby, 2011

William Henry „Bill“ Cosby Jr. (* 12. Juli 1937 in Philadelphia, Pennsylvania) ist ein US-amerikanischer Komiker, Schauspieler, Sänger und Buchautor. Zu seinen größten Erfolgen zählen die Hauptrollen in den Fernsehserien Die Bill Cosby Show und Tennisschläger und Kanonen.
Nach einer Karriere von mehr als 50 Jahren in der Unterhaltungsbranche wurde Cosby 2018 als Sexualstraftäter zu einer Haftstrafe von bis zu zehn Jahren verurteilt, die er im selben Jahr antrat. 2021 wurde das Urteil aufgrund von Verfahrensfehlern und wegen Verletzung seiner Rechte aufgehoben und Cosby aus der Haft entlassen. 2022 wurde er wegen sexuellen Missbrauchs einer Minderjährigen zu einer Geldstrafe verurteilt.

## Leben

### Jugend und Ausbildung

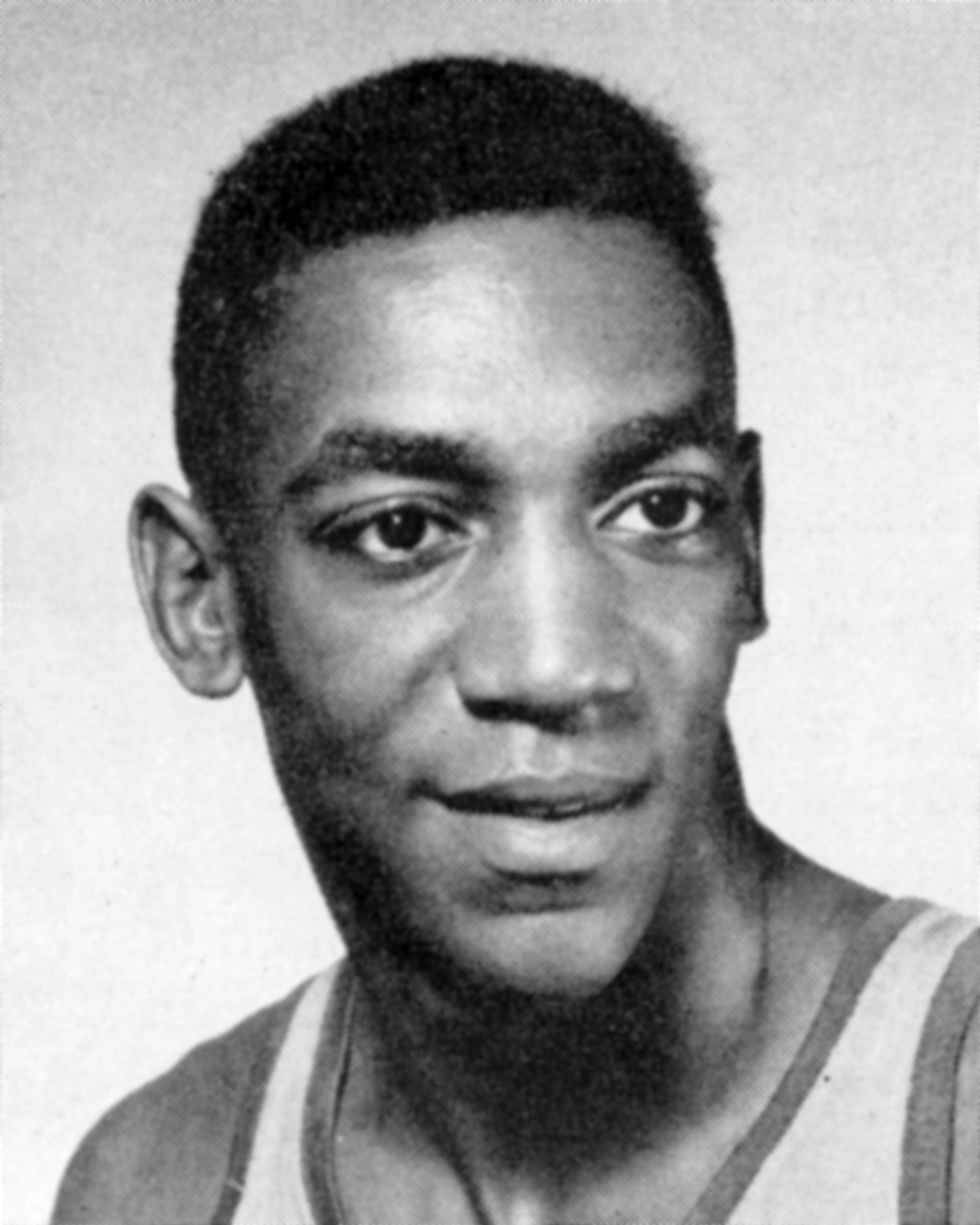
Cosby als Spieler der Basketballmannschaft des National Naval Medical Centers, 1957

Cosby beendete 1956 die Highschool, als er die zehnte Klasse wiederholen musste, und ging vier Jahre als Hospital Corpsman zur US Navy, wo er einen dem High School Diploma gleichwertigen Abschluss erhielt. Als Sport-Stipendiat begann er ein Studium an der Temple University in Philadelphia, brach es jedoch wegen seines Erfolgs als Stand-up-Comedian im Gaslight Cafe ab, der den Beginn seiner Karriere markierte. 1971 holte er an der Temple University den Bachelor-Abschluss nach.
Cosby studierte später auch an der University of Massachusetts und erwarb dort 1972 den Grad eines Master of Arts (M. A.); 1976 wurde er zum Doktor der Pädagogik promoviert. In seiner Dissertation beschäftigte er sich mit dem Einsatz seiner recht erfolgreichen Kinderserie Fat Albert and the Cosby Kids im Grundschulunterricht.
Cosby wurde zudem von der University of Southern California für sein Engagement für Obdachlose und Kinder in Not zum Ehrendoktor ernannt. Beachtung fanden auch seine humorvollen Bücher über das Familienleben und Kindererziehung.

### Schauspielertätigkeit
Cosby trat zuerst als Komödiant auf. 1964 gewann er für seine zweite Schallplatte in der Kategorie Best Comedy Performance einen Grammy, den ersten von insgesamt neun. Seine schauspielerische Karriere begann 1965 mit der Serie I Spy (deutscher Titel: Tennisschläger und Kanonen), in der er an der Seite von Robert Culp den CIA-Agenten Alexander Scott darstellte. Mit dieser Serie wurde er dreimal in Folge mit dem Emmy, dem höchsten Fernsehpreis in den USA, ausgezeichnet. Damit war Cosby auch der erste Afroamerikaner, der den Emmy gewann.

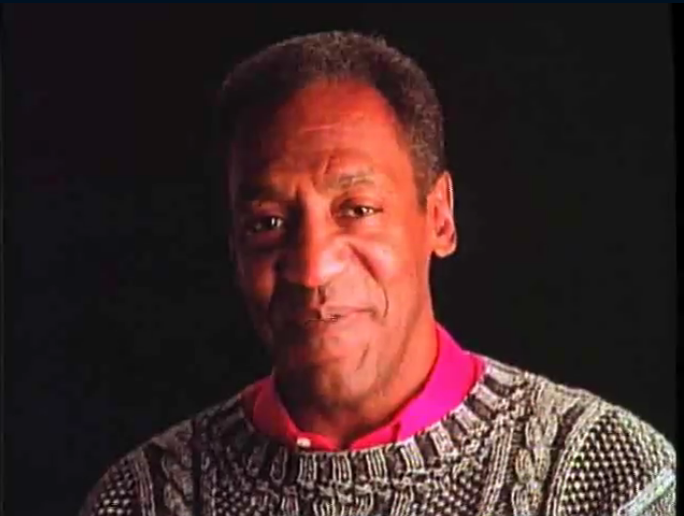
Cosby wirbt in einem Spot der National Science Foundation für wissenschaftliche Berufe, etwa 1990

Danach spielte er in vielen Serien, die seinen Namen im Titel trugen und die er in späteren Jahren auch produzierte. Am populärsten war die Serie Die Bill Cosby Show. Sie drehte sich um den von Cosby gespielten Gynäkologen Dr. Heathcliff Huxtable und dessen Familie. Eine Serie über eine schwarze Mittelschichtsfamilie war zu dieser Zeit völlig neu. Sie lief von 1984 bis 1992 auf NBC und war eine der erfolgreichsten Sitcoms in der Geschichte des US-Fernsehens. Von 1996 bis 2000 war Cosby Star der CBS-Sitcom Cosby. Phylicia Rashād spielte, wie schon in der Bill Cosby Show, die Ehefrau der von Cosby verkörperten Hauptperson, dem knurrigen, pensionierten Fluglinienangestellten Hilton Lucas.
In den meisten seiner Filme wurde er von Edgar Ott und Joachim Kemmer synchronisiert. Im Film Ghost Dad lieh ihm Wolfgang Völz seine Stimme. Besonders bekannt dürfte aber die Stimme von Engelbert von Nordhausen sein, der u. a. sein Standardsprecher in der Bill Cosby Show war.

### Vorwürfe sexueller Übergriffe, Gerichtsverfahren und Verurteilung
Im Februar 2000 wurde Cosby von der Schauspielerin Lachele Covington wegen sexueller Belästigung durch Begrabschen angezeigt. Die Polizei verfolgte die Angelegenheit nicht weiter. Im Januar 2005 erhob Andrea Constand Vorwürfe gegen Cosby, sie unter Drogen gesetzt, missbraucht und sich dabei selbstbefriedigt zu haben. Nachdem ein Strafrechtsverfahren im Februar 2005 mangels Beweisen eingestellt worden war, klagte Constand im März 2005 zivilrechtlich gegen Cosby auf Schmerzensgeld und Schadensersatz und benannte 13 Frauen als Zeugen. Dies endete im November 2006 mit einer außergerichtlichen Einigung, die eine Zahlung an Constand beinhaltete.
2014 kam es zur Wende, nachdem der Standup-Comedian Hannibal Buress Cosby öffentlich als Vergewaltiger bezeichnet hatte; ein Mitschnitt des Auftritts verbreitete sich rasch im Netz. Daraufhin legte eine Zeugin des Zivilprozesses zwischen Constand und Cosby in einem Artikel in der Washington Post dar, sie sei sich sicher, Cosby habe sie 1985 als 17-Jährige unter Drogen gesetzt und vergewaltigt. Damals habe sie sich nicht getraut, dies publik zu machen. Im November 2014 erhob Janice Dickinson Vorwürfe gegen Cosby, er habe ihr bei einem Abendessen anstelle einer von ihr gewünschten Tablette gegen Menstruationsbeschwerden eine K.-o.-Pille gegeben und sie danach vergewaltigt. Nach und nach meldeten sich insgesamt 57 Frauen mit ähnlichen Vorwürfen, darunter auch Carla Ferrigno, die Frau des Schauspielers Lou Ferrigno, und Beverly Johnson. Der Zeitraum der vorgeworfenen Missbrauchsfälle deckt eine Spanne von vier Jahrzehnten ab, beginnend in den 1960er Jahren.
Bill Cosby wies die Anschuldigungen stets durch seine Anwälte zurück und absolvierte weiterhin öffentliche Auftritte. Ein Anwalt Cosbys erklärte Ende 2014, die Vorwürfe hätten die Grenze zur „Absurdität“ überschritten. Es sei „komplett unlogisch“, dass so viele angebliche Opfer nichts gesagt und keine rechtlichen Schritte eingeleitet hätten. Der Fernsehsender NBC sagte in Folge der Vorwürfe eine neue Serie mit Cosby ab, Netflix verschob die Ausstrahlung eines bereits gedrehten Specials auf unbestimmte Zeit, und Wiederholungen der Bill Cosby Show wurden von diversen Sendern eingestellt.

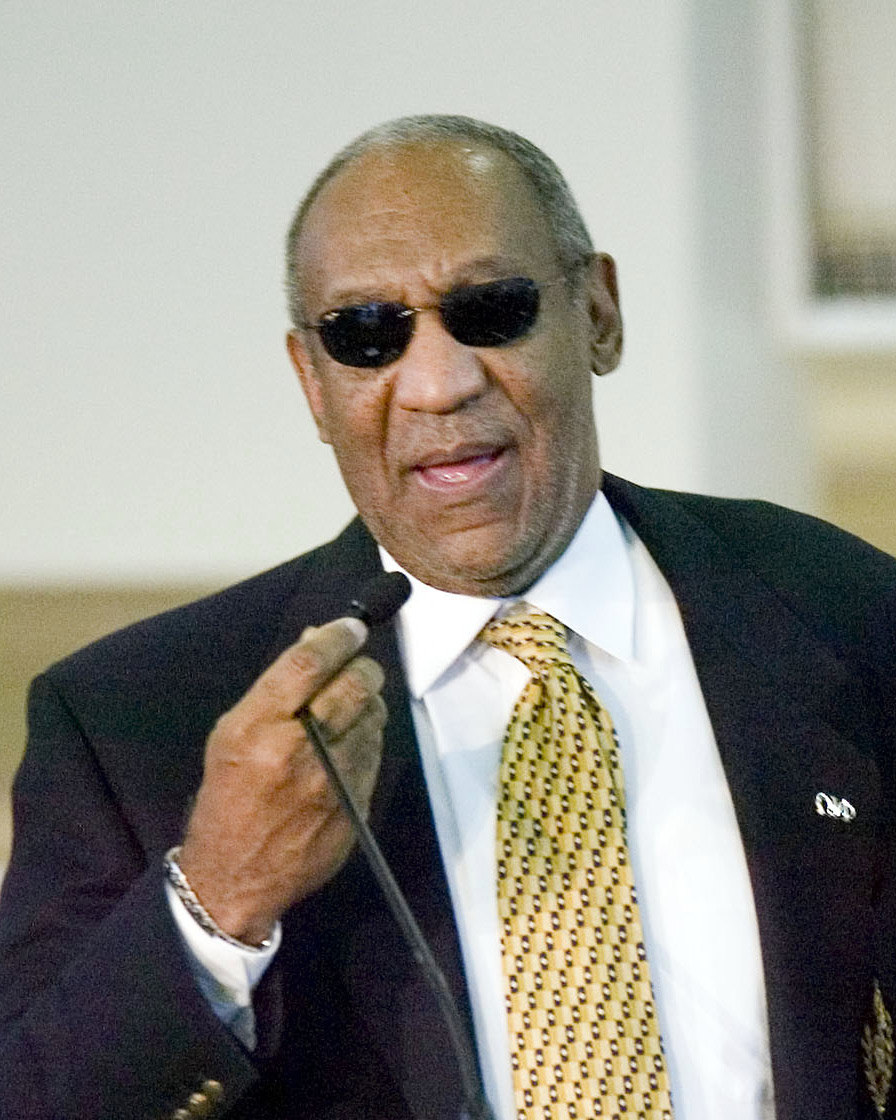
Cosby hält eine Rede an einer Highschool, 2006

Im Juli 2015 wurden nach längerem juristischen Tauziehen Gerichtsakten aus dem Jahr 2005 offengelegt, aus denen hervorgeht, dass Cosby 1976 einer Frau Betäubungsmittel verabreicht und sie danach missbraucht hatte. Cosby bestätigte damals vor Gericht, das Medikament Methaqualon verwendet zu haben. Der Fall war seinerzeit außergerichtlich beigelegt worden. Am 27. Juli 2015 waren auf dem Cover der Zeitschrift New York 35 Frauen abgebildet, die in der Ausgabe ihren Missbrauch durch Cosby schildern. Die Zeitschrift gab an, ihr seien elf weitere Opfer bekannt.
Am 5. Juni 2017 begann im US-Bundesstaat Pennsylvania die Verhandlung eines Strafprozesses, in dem das Verfahren wegen des Vorwurfs des Missbrauchs von Andrea Constand von einem anderen Staatsanwalt wieder aufgegriffen wurde. Cosby habe die frühere Basketballspielerin bei einem Treffen in seiner Villa in Elkins Park im Januar 2004 mit drei Tabletten wehrlos gemacht und mit den Fingern penetriert. Alle anderen Anschuldigungen sind verjährt und können nicht mehr gerichtlich überprüft werden. Im Prozess traten Constand und Kelly Johnson als Belastungszeuginnen auf. Cosby, der nicht aussagte, verteidigte sich, die Handlungen seien einvernehmlich gewesen. Ihm drohte eine Haftstrafe von bis zu zehn Jahren. Am 17. Juni 2017 wurde der Prozess ohne Urteil beendet, da die Geschworenen zu keiner einstimmigen Entscheidung kamen, ob Cosby zweifelsfrei schuldig sei (hung jury). Der Fall wurde ab dem 2. April 2018 mit anderen Geschworenen neu verhandelt. Ende April 2018 wurde Cosby wegen dreifachen indecent sexual assaults (unsittlicher sexueller Angriff, entsprechend etwa: sexuelle Nötigung/sexueller Missbrauch) schuldig gesprochen.
Am 25. September 2018 wurde der 81-jährige Cosby zu einer Haftstrafe von drei bis zu zehn Jahren verurteilt. Psychologische Gutachten attestierten, dass er ein „gewalttätiger Nachsteller“ (violent predator) sei, was zur Folge hat, dass er sich lebenslang einer Therapie oder psychologischen Beratung unterziehen muss. Außerdem wurde er in Pennsylvania in der Liste verurteilter Sexualstraftäter erfasst und dadurch verpflichtet, die lokalen Behörden nach seiner Entlassung regelmäßig über seinen Aufenthaltsort zu informieren. Über den Listeneintrag werden auch Nachbarn und Schulen benachrichtigt.
Er befand sich im Phoenix State Correctional Institution, Schwenksville, Pennsylvania. Das höchste Gericht im US-Bundesstaat Pennsylvania befasste sich ab Dezember 2020 mit seinem Berufungsantrag. Die Anhörung fand wegen der COVID-19-Pandemie telefonisch statt. Am 30. Juni 2021 hob der Oberste Gerichtshof des Bundesstaates (Supreme Court of Pennsylvania) die Verurteilung Cosbys wegen Verletzungen seiner verfassungsmäßigen Rechte auf, und der 83-jährige wurde sofort freigelassen.
Die Begründung war, dass der damalige Staatsanwalt Bruce Castor nach der Aufdeckung der Vorwürfe im Jahr 2005 mündlich zugesagt habe, keinen Strafprozess gegen Cosby anzustrengen, wenn dieser in einem Zivilprozess um Entschädigung aussagte. Sein Nachfolger leitete später dennoch ein Strafverfahren ein, da er keine rechtlich verbindliche Vereinbarung zwischen Castor und Cosby erkennen konnte, und verwendete Cosbys Aussagen in seinem Zivilverfahren, dass er Frauen „verschiedene Pillen“, nämlich Betäubungsmittel, gegeben habe, gegen ihn. Weder das Gericht, das Cosby zu der Gefängnisstrafe verurteilte, noch das Berufungsgericht sahen darin eine Verletzung seiner verfassungsmäßigen Rechte, aber der Supreme Court of Pennsylvania befand, dass seine Rechte nach dem 5. und dem 14. Zusatzartikel verletzt worden seien, und hob die Verurteilung auf.
In einem seit Dezember 2014 laufenden Zivilprozess warf zudem eine Frau dem Komiker vor, sie 1975 in der Playboy-Mansion in Los Angeles missbraucht zu haben, als sie 16 Jahre alt war; strafrechtlich konnte der Vorwurf wegen Verjährung nicht mehr verfolgt werden. Weil die Klägerin aber zu dem fraglichen Zeitpunkt noch minderjährig war, konnte sie Ansprüche auf Schadensersatz erheben, da in Kalifornien zivilrechtlich erheblich längere Verjährungsfristen gelten. Im Juni 2022 wurde Cosby von Geschworenen des Zivilgerichts von Santa Monica für schuldig befunden und zu einer Schadenersatzleistung von 500.000 US-Dollar (etwa 475.000 Euro) verurteilt.

### Privates
Cosby ist mit Camille Hanks verheiratet. Sie bekamen einen Sohn und vier Töchter. Ihr Sohn (* 1969) wurde im Januar 1997 bei einem Raubüberfall erschossen, als er bei Dunkelheit auf einem Highway bei Los Angeles an seinem Auto einen Reifen wechseln wollte. Der Täter wurde im August 1998 zu lebenslanger Freiheitsstrafe ohne die Möglichkeit der Bewährung verurteilt. Eine Tochter (* 1973) starb im Februar 2018 im Alter von 44 Jahren nach langer Krankheit an Nierenversagen.
Nach eigener und der Aussage seiner Anwälte ist Bill Cosby nach gesetzlichen Maßstäben ('legally') blind.

## Auszeichnungen
- Aftonbladet TV Prize (1986–1990)

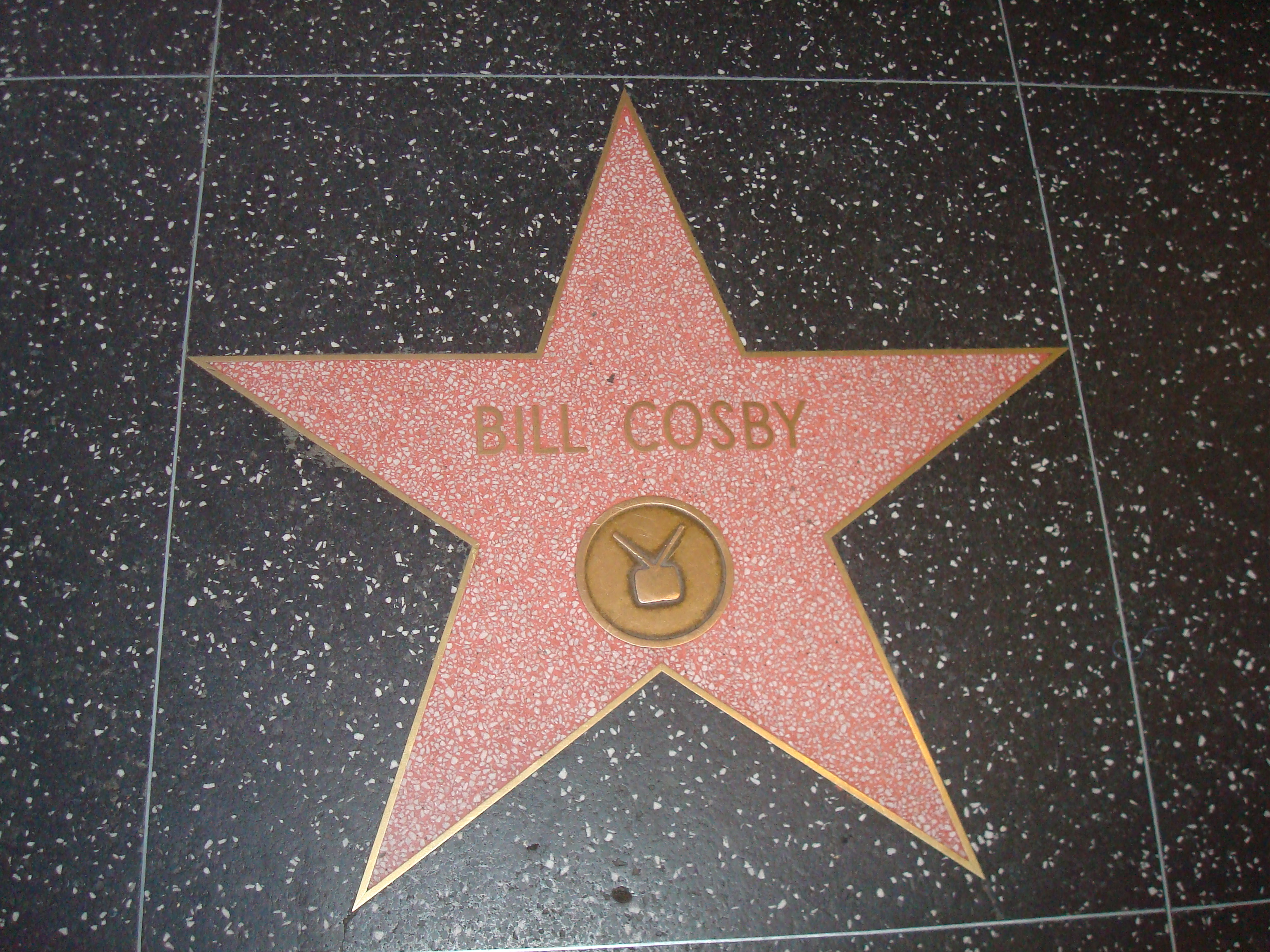
Stern von Bill Cosby am Hollywood Walk of Fame

- BMI Film & TV Awards (1987 [je zweimal], 1988–1991, 1997 und 1998)
- Comedy Central Award (Johnny Carson Award) (2014)
- Daytime Emmy (1981 und 2004 gewonnen, 1986 und 2002 nominiert)
- Emmy (1966–1969 jeweils gewonnen, 1970 nominiert, 2003 den Ehrenpreis ‘Bob Hope Humanitarian Award’ erhalten)
- Golden Globe (1967, 1973 und 1987 nominiert, 1985 und 1986 gewonnen)
- Spingarn Medaille (1985)
- Aufnahme in die American Academy of Arts and Sciences (1994)
- Presidential Medal of Freedom (2002)
- Grand Marshal of the Tournament of Roses (2003)
- Grammy Award (1968, 1969, 1971, 1972 und 1986)
- Hollywood Walk of Fame
- Kennedy-Preis (1998; 2018 widerrufen)
- Mark-Twain-Preis (2009; 2018 widerrufen)

Am 17. Februar 2011 wurde Cosby in einer formellen Zeremonie von Marinestaatssekretär Ray Mabus und Master Chief Petty Officer of the Navy Rick D. West vom Petty Officer 3rd Class ehrenhalber zum Chief Petty Officer der United States Navy ernannt. Diese Beförderung wurde am 4. Dezember 2014 vom Marinestaatssekretär im Zusammenhang mit den Vorwürfen der sexuellen Übergriffe widerrufen, da „[…] die Vorwürfe sehr ernst sind und im Widerspruch zu den zentralen Werten der Navy stehen“. Zudem haben zahlreiche Universitäten akademische Ehrungen an Cosby zurückgezogen, darunter auch die Temple University, an der Cosby 1971 den Bachelor-Abschluss nachgeholt hatte.
Im Mai 2018 widerrief das Kennedy Center seine Auszeichnungen für Cosby mit dem Kennedy-Preis (1998) und dem Mark-Twain-Preis (2009) im Zuge der Vorwürfe von sexuellem Missbrauch gegen ihn.

## Werk

### Filmografie

#### Fernsehserien
- 1965–1968: Tennisschläger und Kanonen (I Spy)
- 1969–1971: Bill Cosby (The Bill Cosby Show)
- 1972–1984: Fat Albert und die Cosby Kids (Fat Albert and the Cosby Kids)
- 1972–1973: The New Bill Cosby Show
- 1984–1992: Die Bill Cosby Show (The Cosby Show)
- 1994–1995: Detektiv Hanks (The Cosby Mysteries)
- 1996–2000: Cosby
- 1998–2000: Cosby & Kids (Kids Say the Darndest Things), Fernsehshow
- 1999–2004: Little Bill

#### Filme
- 1972: Magnum Heat (Hickey and Boggs)
- 1974: Samstagnacht im Viertel der Schwarzen (Uptown Saturday Night)
- 1975: Drehn wir noch’n Ding (Let’s Do It Again)
- 1976: C.R.A.S.H. (Mother, Jugs & Speed)
- 1977: Ausgetrickst (A Piece of the Action)
- 1978: Das verrückte California-Hotel (California Suite)
- 1981: Zum Teufel mit Max (The Devil and Max Devlin)
- 1987: Bill Cosby – Die Superkanone (Leonard Part 6)
- 1990: Ghost Dad
- 1992: Bill Cosby & Co. – Die Rückkehr der Superspione (I Spy Returns)
- 1992: Meteor Man (The Meteor Man)
- 1996: Jack
- 1997: Vier kleine Mädchen (4 Little Girls)
- 2002: Jerry Seinfeld: Comedian (Dokumentarfilm)
- 2004: Fat Albert

### Diskografie

#### Alben
| Jahr | Titel                                                    | Höchstplatzierung, Gesamtwochen, AuszeichnungChartsChartplatzierungen (Jahr, Titel, Platzierungen, Wochen, Auszeichnungen, Anmerkungen) | Anmerkungen |
| Jahr | Titel                                                    | US | Anmerkungen |
| ---- | -------------------------------------------------------- | --- | ----------- |
| 1963 | Bill Cosby Is a Very Funny Fellow Right!                 | US21 Platin · (128 Wo.)US |             |
| 1964 | I Started Out As A Child                                 | US32 Platin · (140 Wo.)US |             |
| 1965 | Why Is There Air?                                        | US19 Platin · (152 Wo.)US |             |
| 1966 | Wonderfulness                                            | US7 Platin · (106 Wo.)US |             |
| 1967 | Silver Throat: Bill Cosby Sings                          | US18 (26 Wo.)US |             |
| 1967 | Revenge                                                  | US2 Platin · (73 Wo.)US |             |
| 1968 | To Russell, My Brother, Whom I Slept With                | US7 Gold · (46 Wo.)US |             |
| 1968 | Hooray for the Salvation Army Band!                      | US74 (11 Wo.)US |             |
| 1968 | 200 M.P.H.                                               | US16 Gold · (25 Wo.)US |             |
| 1969 | 8:15 12:15                                               | US62 Platin · (16 Wo.)US |             |
| 1969 | It’s True! It’s True!                                    | US37 (19 Wo.)US |             |
| 1969 | The Best of Bill Cosby                                   | US51 (25 Wo.)US |             |
| 1970 | More of The Best of Bill Cosby                           | US80 (16 Wo.)US |             |
| 1970 | Live: Madison Square Garden Center                       | US165 (6 Wo.)US |             |
| 1971 | When I Was a Kid                                         | US72 (8 Wo.)US |             |
| 1971 | For Adults Only                                          | US181 (7 Wo.)US |             |
| 1972 | Inside The Mind Of Bill Cosby                            | US191 (4 Wo.)US |             |
| 1973 | Fat Albert                                               | US187 (4 Wo.)US |             |
| 1976 | Bill Cosby Is Not Himself These Days                     | US100 (12 Wo.)US |             |
| 1986 | Those of You With or Without Children, You’ll Understand | US26 Gold · (15 Wo.)US |             |

Weitere Alben
- 1970: Sports
- 1971: Badfoot Brown & the Bunions Bradford Funeral Marching Band
- 1971: Bill Cosby Talks to Kids About Drugs
- 1974: At Last Bill Cosby Really Sings
- 1977: Disco Bill
- 1977: My Father Confused Me… What Must I Do? What Must I Do?
- 1978: Bill’s Best Friend
- 1982: Bill Cosby: Himself
- 1986: Cosby and the Kids
- 1990: Where You Lay Your Head
- 1991: My Appreciation
- 1991: Oh, Baby
- 1994: At His Best
- 1997: Hello Friend: To Ennis, With Love
- 2001: 20th Century Masters: The Millennium Collection: The Best of Bill Cosby
- 2004: The Bill Cosby Collection

#### Singles (Auswahl)
| Jahr | Titel Album                                                                   | Höchstplatzierung, Gesamtwochen, AuszeichnungChartsChartplatzierungen (Jahr, Titel, Album, Platzierungen, Wochen, Auszeichnungen, Anmerkungen) | Anmerkungen |
| Jahr | Titel Album                                                                   | US | Anmerkungen |
| ---- | ----------------------------------------------------------------------------- | --- | ----------- |
| 1967 | Little Ole Man (Uptight-Everything’s Alright) Silver Throat: Bill Cosby Sings | US4 (11 Wo.)US |             |
| 1967 | Hooray For The Salvation Army Band                                            | US71 (6 Wo.)US |             |
| 1968 | Funky North Philly Hooray For The Salvation Army Band                         | US91 (3 Wo.)US |             |
| 1970 | Grover Henson Feels Forgotten –                                               | US70 (3 Wo.)US |             |
| 1976 | Yes, Yes, Yes Bill Cosby Is Not Himself These Days                            | US46 (10 Wo.)US |             |

### Bibliografie
- 1987: Familienbande.
- 1988: Time flies. Bantam Books, ISBN 0-553-27724-3.
- 1990: Die Kunst, ein perfekter Vater zu sein.
- 1992: Halt die Zeit an oder Wie wird MANN mit Anstand älter.
- 1998: Kids say the darndest things. Bantam Books, ISBN 0-553-58126-0.
- 2001: Cosbyology. Essays and Observations from the Doctor of Comedy. Hyperion, ISBN 0-7868-6810-4.
- 2007: Come on people – On the path from victims to victors.